# Hyphoderma variolosum
Hyphoderma variolosum är en svampart som beskrevs av Boidin, Lanq. & Gilles 1991. Hyphoderma variolosum ingår i släktet Hyphoderma och familjen Meruliaceae.   Inga underarter finns listade i Catalogue of Life.